# WDC 65816/65802

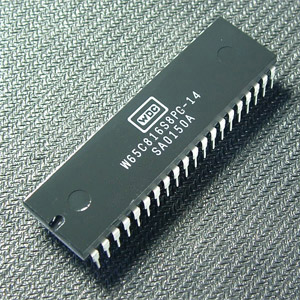
Микропроцессор W65C816S.

W65C816S (а также 65C816 или 65816) — 16-битный микропроцессор, разработанный компанией Western Design Center (WDC). W65C816S, появившийся в 1983 году, является улучшенной версией 8-битного WDC 65C02, который представляет собой расширенный вариант микропроцессора 6502 от компании MOS Technology c улучшенной CMOS. Число 65 в названии появилось благодаря его совместимости с 65C02, а 816 означает, что регистры микропроцессора могут иметь длину как 8, так и 16 бит в зависимости от требований.

## Архитектура микропроцессора
Кроме доступности 16-битных регистров, в W65C816S имеется 24 битная адресация памяти, поддерживается до 16 мегабайт памяти с произвольным доступом, расширенный набор инструкций, 16-битный указатель стека, а также несколько новых электрических сигналов для лучшего управления аппаратным обеспечением.
При сбросе, W65C816S запускается в режиме «эмуляции» — это означает, что он, по сути, работает как 65C02. При следующем сбросе микропроцессор может быть переключен в «основной режим» — в нём будут доступны все дополнительные функции, но, по большей части, обратная совместимость с 65C02 останется.

## История создания
Создание W65C816S началось в 1982 году после того, как Билл Менш (англ. Bill Mensch) — основатель и главный исполнительный директор WDC — начал переговоры с Apple Computer о создании новой серии персональных компьютеров Apple II. Компания Apple хотела получить микропроцессор, который будет обеспечивать совместимость с программным обеспечением для 65C02 (который использовался в Apple IIc), но с возможностью адресовать больше памяти и хранить 16-битные слова. Таким образом, в марте 1984 года был создан процессор 65C816; его образцы были переданы Apple и Atari. Apple встроила 65C816 в свой компьютер Apple IIGS.
В 90-х годах 65C816 (а также его предок 65C02) были переведены на полностью статическое ядро, что позволяло сохранять все данные в регистрах без получения тактового сигнала. Эта новая функция, а также использование статической памяти с произвольным доступом, позволила производить новые версии процессоров, потребляющих минимальное количество энергии при переходе в «спящий» режим.

## Использование микропроцессора
- Acorn Communicator
- Apple IIGS
- C-One (стандартная карточка CPU/RAM)
- Super Nintendo Entertainment System (центральный процессор Ricoh 5A22 основан на 65C816)
- Super Mario RPG: Legend of the Seven Stars (центральный процессор картриджа Nintendo SA-1 основан на 65C816)